# 真憲時
真憲時（？年—1628年），字法侯，號存古，福建松溪縣（今南平市松溪縣）人。明朝政治人物，萬曆甲辰進士。

## 生平
萬曆二十八年（1600年）庚子科舉人，三十二年（1604年）甲辰科進士。歷刑部湖廣司主事，陞廣東司員外郎，署陝西司郎中，萬曆四十一年（1613年）出爲江西按察司參議。累官浙江參政。萬曆四十七年（1619年）陞江西按察司副使。
天啟間，歷河南按察使、江西右布政使。天啟六年（1626年），本推為巡撫，魏忠賢以其曾為楊漣引薦，削籍為民。
崇禎二年，朝廷會推寧夏巡撫，方聞憲時已與元年（1628年）八月卒。

## 家族
真宪时祖籍浦城，十五世祖（或十二世祖）真德秀，南宋理学家。九世祖迁至松溪县祖墩乡坑口村定居。